# Jane Shore
Pour les articles homonymes, voir Shore.
Elizabeth « Jane » Shore (1445 environ - 1527 environ) est l'une des nombreuses maîtresses du roi Édouard IV, la première des trois qu'il décrit respectivement comme « la plus gaie, la plus rusée et la plus sainte des catins  du royaume », ; elle deviendra plus tard une courtisane, auprès d'autres nobles seigneurs.  
Selon la légende, c'est elle qui obtient de conserver une grande partie des biens et moyens attribués par Henri VI au Collège d'Eton, lorsqu'il est déposé par Édouard IV, et que ce dernier veut reprendre la plupart des trésors octroyés au Collège d'Eton par son prédécesseur.

## Jeunes années, premier mariage
Décrite comme une femme menue au visage rond et au teint clair, elle captive plus par son esprit et sa conversation que par sa beauté. Thomas More, écrivant alors qu'elle vit encore, vieille, maigre, et flétrie, déclare que même alors, un observateur attentif aurait pu discerner sous son apparence ridée quelques traces de ses charmes perdus. 
Née à Londres, fille d'un marchand prospère nommé John Lambert, et de son épouse Amy (fille d'un épicier aisé nommé Robert Marshall), elle reçoit à son baptême le nom d'« Elizabeth », et prend plus tard celui de « Jane », pour d'obscures raisons. 
Très jeune, elle est mariée à un marchand nommé William Shore, qui, bien que jeune, beau et financièrement aisé, ne sut jamais conquérir son affection. Leur mariage est annulé en 1476 sur la base de son impuissance alléguée.

## Maîtresse du roi et  courtisane
Elle devient probablement la maîtresse du roi à la fin de l'année 1475, ou en 1476. Le roi Édouard ne l'écarte pas comme il le fait de bien de ses maîtresses, et leur relation se prolonge jusqu'à la mort du roi en avril 1483. Après quoi elle devient la maîtresse du fils aîné de la reine, Thomas Grey, 1er marquis de Dorset, et de William Hastings, 1er baron Hastings, qui sera plus tard convaincu de trahison et exécuté à la Tour de Londres le 13 juin 1483. La nature précise de ses relations avec ces deux hommes n'est pas connue avec certitude.

## Emprisonnement
Le roi Richard III exige de Jane Shore qu'elle fasse pénitence publique à Paul's Cross pour sa conduite libertine, bien qu'il soit possible qu'il ait été motivé par le soupçon qu'elle avait hébergé Dorset alors qu'il était en fuite. Elle doit en conséquence parcourir les rues un dimanche, vêtue d'une robe de bure, tenant à la main un cierge, et soulevant sur son passage l'intérêt de la population masculine.

## Second mariage
Alors qu'elle est en prison pour y expier sa mauvaise conduite, elle captive tant le notaire général pour l'Angleterre et le Pays de Galles (Solicitor General for England and Wales), Thomas Lynom, qu'il signe avec elle un contrat de mariage. 
Ces faits nous sont connus par une lettre du roi Richard III écrite à son chancelier à cette occasion, par laquelle il accorde son pardon à Jane Shore pour qu'elle soit libérée de prison et remise à la garde de son père, mais demande en même temps au chancelier de dissuader Lynom de ce mariage, si c'est encore possible. Lynom et Jane se marieront cependant et auront une fille. Bien que Lynom perde son poste d'Avocat de la Couronne après que Henri VII a défait Richard III en 1485, il peut cependant conserver un emploi dans l'administration au cours du nouveau règne.

## Fiction
- Shakespeare fait fréquemment allusion à Jane Shore dans sa pièce Richard III, sous le nom de « Mistress Shore ». Elle apparaît d'ailleurs dans la version cinématographique de la pièce (film de 1955 de Laurence Olivier), sous les traits de Pamela Brown. Édouard IV, Thomas Grey, et Lord Hastings apparaissent également dans la pièce.
- The Tragedy of Jane Shore est une pièce de 1714 de  Nicholas Rowe[1].
- The Goldsmith's Wife est un roman de 1950 de Jean Plaidy, fondé sur l'histoire de la vie de Jane Shore.
- Sa pénitence est représentée dans le chapitre 69 du manga Le Requiem du roi des roses.

Outre sa très brève apparition dans le film Richard III de Laurence Olivier, la filmographie de Jane Shore comprend trois films :
- Jane Shore (1911)
- Jane Shore (1915), par Bert Haldane et F. Martin Thornton (où elle est interprétée par Blanche Forsyth)
- Jane Shore (1922) (où elle est interprétée par Sybil Thorndike)

Elle apparaît également dans série télévisée de 2013 The White Queen, sous les traits de Emily Berrington.